# Берта Швабська
Берта Швабська (нім. Berta von Alamannien, фр. Berthe de Souabe; жовтень 907 — після 2 січня 966) — королева Італії в 922—926 роках, королева Нижньої Бургундії і Арелату (Верхньої Бургундії) з 933 року. У 937 році стала королевою Ломбардії. Дружина королів Рудольфа II з 922 року та Гуго I Арльського з 937 року.

## Біографія

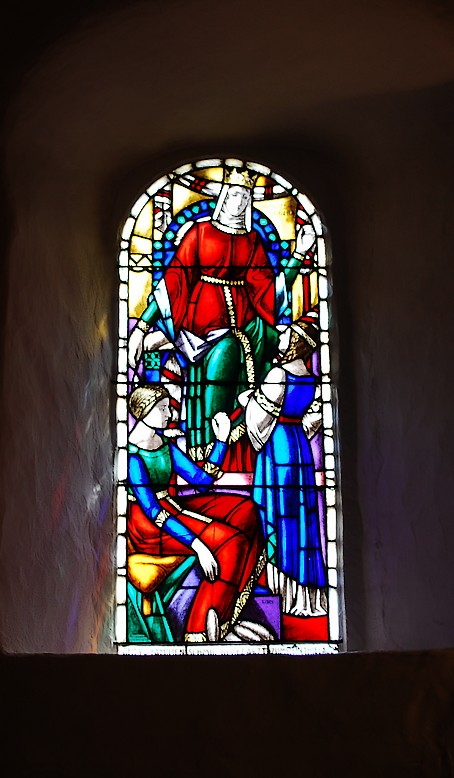
Вітраж у церкві міста Вімміс із зображенням Берти Швабської

Дочка Бурхарда II, герцога Швабії у 917—926 роках, і його дружини Регелінди.
У 922 році вийшла заміж за Рудольфа II, короля Італії в 922—926 роках і короля Нижньої Бургундії і Верхній Бургундії в 933—937 роках.
У листопаді 926 року у Вормсі Рудольф II передав Спис Лонгина Генріху I Птахолову, першому королю Німеччини, з яким вів війну за підпорядкування Швабії. У 933 році Рудольф II відмовився від домагань на Італію та отримав від Гуго Арльського престол Нижньої Бургундії.
Рудольф II і Берта Швабська побудували багато церков у Західній Швейцарії. Після смерті Рудольфа II в 937 році Берта деякий час жила при дворі його сина і спадкоємця Конрада I, короля Бургундії.
12 грудня 937 року вона стала четвертою дружиною Гуго Арльського з династії Бозонідів. Жила переважно в своєму замку, бо її другий чоловік мав багато коханок і бастардів.
Через 10 років — у 947 році — Гуго Арльський помер. Шлюб Берти з ним був бездітним.
За збереженими даними, Берта жила в невстановленому місці північніше Альп. Померла і похована в монастирській церкві міста Паєрн (у сучасному швейцарському кантоні Во).
Берта Швабська увійшла в історію франкомовної частини Швейцарії як легендарна, добра королева (La reine Berthe, Berta die Spinnerin) і гарна господиня. Вона була однією з творців кантону Во, адміністративним центром якого тепер є Лозанна. Лікувала людей і шанувалася як свята. З XVII століття збереглася приказка: «В ті часи, коли королева Берта пряла пряжу».

## Родина
1 Чоловік — Рудольф II, король Бургундії
Діти:
- Юдіт
- Людовик
- Конрад I Тихий (бл. 925 — 19 жовтня 993), король Бургундії з 937 року

2 Чоловік (з 937 року) — Гуго, король Італії 
Діти:
- Бушар (помер 23 червня 957/959), архієпископ Ліона з 949 року
- Адельгейда (Аделаїда) (бл. 931 — 16 грудня 999), королева Італії та імператриця Священної Римської імперії; 1-й чоловік: з 947 року — Лотар II (926 — 22 листопада 950), король Італії; 2-й чоловік: з 951 року — Оттон I Великий (23 листопада 912 — 7 травня 973), король Німеччини та імператор Священної Римської імперії
- Рудольф (937/938 — 26 січня 973), граф в Ельзасі, ймовірний родоначальник Рейнфельденського дому